# Indici del mercato azionario
Gli indici del mercato azionario includono:

## Mondiale
Grandi compagnie non ordinate per nazione o tipo di commercio. (in ordine alfabetico).
- BBC Global 30
- MSCI World
- S&P Global 100
- S&P Global 1200

## Indici regionali
- MSCI EAFE (Europa, Australasia, e lontano oriente)

### Europe
- Euro Stoxx 50
- STOXX Europe 600

### Asia
- S&P Asia 50

### America Latina
- S&P Latin America 40

## Indici nazionali
Indici delle compagnie ordinati per nazionalità (in ordine alfabetico).
Algeria
- INDICE ALGER

Arabia Saudita
- Tadawul All Share Index

Argentina
- MERVAL

Austria
- ATX

Belgio
- BEL20

Brasile
- Bovespa

Bulgaria
- SOFIX
- BG40

Canada
- S&P/TSX 60

Cile
- IPSA
- IGPA

Cina
- SSE Composite

Corea del Sud
- KOSPI

Repubblica Ceca
- PX 50

Danimarca
- OMX Copenaghen 20 (OMXC20)
- OMX Copenaghen (OMXC)

Egitto
- CASE 30

Estonia
- OMX Tallinn (OMXT)

Finlandia
- OMX Helsinki 25 (OMXH25)

Francia
- CAC 40
- SBF 250

Germania
- DAX 30
- TecDAX
- MDAX
- SDAX

Giappone
- Nikkei 225 ()
- Topix

Hong Kong
- Hang Seng Index ()

India
- NSE-50 (anche chiamato Nifty)
- BSE Sensex
- CMIE COSPI
- BSE 100
- BSE 200
- BSE 500
- BSE TECk
- BSE IT
- BSE FMCG
- BSE CD
- BSE Metal
- BSE PSU
- BSE mid-cap
- BSE small cap
- BSE Auto

Indonesia
(Stock ticker)
- IHSG (Indeks Harga Saham Gabungan — Composite Stock Price Index), anche chiamato Jakarta Composite Index
- LQ-45
- JII (Jakarta Islamic Index)
- MBX (Main Board Index)
- DBX (Development Board Index)

Iran
()
- TSE Main Board Index
- TSE Secondary Board Index
- TSE WAX INDEX
- TSE INDUSTRIAL INDEX
- TSE TEDPIX
- TSE TEDIX
- TSE TEPIX

Irlanda
- ISEQ Index - Dublin Stock Exchange ()

Islanda
- OMX Iceland 15

Israele
- TA-35
- TA-125

Italia
- FTSE MIB
- FTSE Italia Mid Cap
- FTSE Italia STAR
- FTSE Italia Small Cap
- FTSE Italia All-Share
- FTSE Italia Growth

Kenya
- NSE 20 Share Index
- AIG 27 Share Index

Lettonia
- OMX Riga (OMXR)

Lituania
- OMX Vilnius (OMXV)

Malaysia
- Kuala Lumpur Composite Index

Marocco
- MASI
- MADEX
- CFG 25

Messico
- Indice de Precios y Cotizaciones (IPC) ("Bolsa index")

Nuova Zelanda
- NZSX50

Nigeria
- NSXA-B index (The All-Share Index) [1]

Norvegia
- OBX Index
- OSE All Share[2]

Paesi Bassi
- Indice AEX [3]
- AMX index (Midcap) [4]
- AScX index (Small Cap)

Pakistan
- KSE 100 Index
- KSE All Share Index
- KSE 30 Index
- LSE 50
- ISE 10

Palestina
- Al Quds Index

Polonia
- WIG
- WIG 20
- MIDWIG

Portogallo
- PSI-20 [5]
- PSI Geral

Regno Unito
- FTSE 100
- FTSE 350
- FTSE All-Share
- FTSE SmallCap
- FTSE AIM UK 50
- FTSE AIM 100
- FTSE AIM All-Share
- FTSE MTIRS - Interest Rate Swap Index

Romania
- BET-10

Russia
- RTS Index (RTSI)
- CSFB ROS Index
- RTX

Singapore
- Straits Times Index (STI)
- United Overseas Bank SESDAQ (UOB-SESDAQ)

Sudafrica
- ALSI

Spagna
- IBEX-35
- Madrid SE

Stati Uniti
- Indici istituiti dal CBOE
- Dow Jones & Company indices
  - Dow Jones Composite Average
  - Dow Jones Global Titans
  - Dow Jones Industrial Average
  - Dow Jones Transportation Average
  - Dow Jones Utility Average
  - Dow Jones U.S. Large Cap Growth
  - Dow Jones U.S. Large Cap Value
  - Dow Jones U.S. Small Cap Growth
  - Dow Jones U.S. Small Cap Value
  - Dow Jones U.S. Total Market
  - Dow Jones Wilshire 4500
  - Dow Jones Wilshire 5000 Total Stock Market
- Indici istituiti da Goldman Sachs
  - GSTI Semiconductor Index
  - GSTI Software Index
- Indici istituiti dal Nasdaq
  - NASDAQ Composite ()
  - NASDAQ-100
- Indici istituiti da Russell Indexes
  - Russell 3000
  - Russell 3000 Growth
  - Russell 3000 Value
  - Russell 1000
  - Russell 1000 Growth
  - Russell 1000 Value
  - Russell 2000
  - Russell 2000 Growth
  - Russell 2000 Value
  - Russell Top 200
  - Russell Top 200 Growth
  - Russell Top 200 Value
  - Russell MidCap
  - Russell MidCap Growth
  - Russell MidCap Value
  - Russell 2500
  - Russell 2500 Growth
  - Russell 2500 Value
  - Russell Small Cap Completeness
  - Russell Small Cap Completeness Growth
  - Russell Small Cap Completeness Value
- Indici istituiti da Standard & Poor's
  - S&P 500
  - S&P Completion
  - S&P 500/BARRA Growth
  - S&P 500/BARRA Value
  - S&P Midcap 400
  - S&P Midcap 400/BARRA Growth
  - S&P Midcap 400/BARRA Value
  - S&P SmallCap 600
  - S&P SmallCap 600/BARRA Growth
  - S&P SmallCap 600/BARRA Value

Svezia
- OMX Stockholm 30 (OMXS30)
- OMX Stockholm PI (OMXSPI)

Svizzera
- Swiss Market Index

Taiwan
- Taiwan Capitalization Weighted Stock Index (TAIEX)

Thailandia
- SET Index
- SET50 Index
- MAI Index

Turchia
- ISE-100 Index ()

Ucraina
- KAC-20

Ungheria
- BUX
- BUMIX
- RAX

## Dati
- Major World Indices - Yahoo! Finance, su finance.yahoo.com.
- Bloomberg.com: World Indices, su bloomberg.com.
- Yahoo! Finance page for Americas indexes, su finance.yahoo.com (archiviato dall'url originale il 16 gennaio 2007).
- Yahoo! Finance page for Europe indexes, su finance.yahoo.com (archiviato dall'url originale il 16 gennaio 2007).
- Yahoo! Finance page for Asia/Pacific, su finance.yahoo.com (archiviato dall'url originale il 16 gennaio 2007).
- Yahoo! Finance page for Africa/Middle East, su finance.yahoo.com (archiviato dall'url originale l'11 gennaio 2007).